# DNA场效应晶体管
DNA场效应晶体管（英語：DNA field-effect transistor，缩写为DNAFET）是一种场效应晶体管——使用DNA分子中部分电荷形成的场效应充当生物传感器。DNAFET的结构类似于MOSFET的结构，不同之处在于栅极结构在DNAFET中被一层固定的ssDNA（单链DNA）分子代替，该分子充当表面受体。当互补的DNA链与受体杂交时，表面附近的电荷分布会发生变化，进而调节通过半导体传感器的电流传输。
DNAFET阵列可用于检测单核苷酸多态性（引起许多遗传性疾病）和DNA测序。与当今常用的光学检测方法相比，它们的主要优点是它们不需要标记分子。此外，它们连续且低延时地工作。DNAFET具有高度选择性，因为只有特异性结合才能调节电荷传输。